# Porte Brancion
Pour les articles homonymes, voir Brancion.
La porte Brancion est une porte de Paris, en France, située dans le 15e arrondissement.

## Situation et accès
La porte Brancion est le nom d'une ancienne porte de Paris située à 300 m à l'ouest de la porte de Vanves et 700 m à l'est de la porte de la Plaine.
La porte Brancion est desservie par la ligne 13 du métro à la station Porte de Vanves et par la ligne de tramway T3a à la station Brancion.
Elle offre un accès au périphérique intérieur.

## Origine du nom
La porte tient son nom de la rue Brancion, qui rend hommage au colonel de Brancion (1803-1855), héros de la guerre de Crimée.

## Historique
C'était une porte dans l'enceinte de Thiers, fortification entourant Paris, qui se trouvait à l'extrémité de la rue Brancion, endroit qui correspond aujourd'hui à l'intersection du boulevard Lefebvre et de l'avenue de la Porte-Brancion.

## Bâtiments remarquables et lieux de mémoire

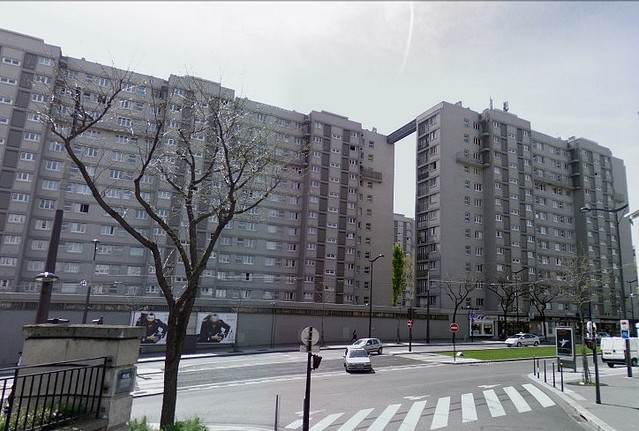
Logements sociaux à la porte Brancion, ici sur le boulevard Lefebvre.

Elle est située à proximité du grand complexe sportif de la porte de la Plaine, non loin du parc Georges-Brassens dans lequel se trouve le théâtre Silvia-Monfort et se tient le marché du livre ancien et d'occasion.
L'avenue de la Porte-Brancion est bordée du côté est par une école élémentaire, accolée à une HLM bâtie en 1953 dont les immeubles de douze étages sont visibles de loin. Du côté ouest, de petits commerces subsistent.